# Sven Montgomery
Sven Montgomery (Detmold (Duitsland), 10 mei 1976) is een voormalig Zwitsers wielrenner. 

## Carrière
Montgomery begon zijn carrière in 1998 bij het Post Swiss Team. Na twee jaar vertrok hij naar La Française des Jeux, waar hij ook twee jaar bleef. In 2002 vertrok hij naar het Italiaanse Fassa Bortolo. 
In september 2003 kreeg Montgomery een zware schok te verwerken toen zijn broer Clint – eveneens een wielrenner – overleed nadat hij was aangereden door een auto. Het was niet het enige dieptepunt in zijn carrière. Zo brak hij een jaar later zijn rechterschouderblad na een valpartij in de Ronde van Italië en werd in maart 2006 intolerantie lactose bij hem vastgesteld. In september van dat jaar maakte Montgomery bekend dat hij, na negen jaar profwielrennen op het hoogste niveau, de fiets aan de haak zou hangen na het Kampioenschap van Zürich.

## Belangrijkste overwinning
2001
- 5e etappe Midi Libre

## Resultaten in voornaamste wedstrijden
| Jaar | Ronde van Italië | Ronde van Frankrijk | Ronde van Spanje |
| ---- | ---------------- | ------------------- | ---------------- |
| 2000 |                  | opgave              |                  |
| 2001 |                  | opgave              |                  |
| 2003 |                  | opgave              | opgave           |
| 2004 | opgave           | opgave              |                  |
| 2005 | 59e              |                     | 87e              |
| 2006 |                  |                     | opgave           |